# Ortaháza
Ortaháza is een plaats (község) en gemeente in het Hongaarse comitaat Zala. Ortaháza telt 154 inwoners (2001).